# Золотень кримський
Золотень кримський (Asphodeline taurica) — вид квіткових рослин з родини асфоделових (Asphodelaceae).

## Біоморфологічна характеристика
Це багаторічна рослина 40–60 см заввишки. Листки лінійно-шилоподібні, 1–2 мм завширшки. Суцвіття – густа китиця. Квітки білі, 15–20 мм завдовжки. Коробочка майже куляста, 8–10 мм завдовжки.

## Поширення
Албанія, Болгарія, Греція, Україна — Крим, Ліван і Сирія, Північний Кавказ, Південний Кавказ, Туреччина.
В Україні вид росте на сухих степових та кам'янистих схилах — у гірському та пд. Криму.